# Pithoragarh
Pithoragarh es una ciudad y  municipio situada en el distrito de Pithoragarh,  en el estado de Uttarakhand (India). Su población es de 56044 habitantes (2011). Se encuentra a 188 km al noroeste de Nainital.

## Demografía
Según el censo de 2011 la población de Pithoragarh era de 56044 habitantes, de los cuales 29127 eran hombres y 26917 eran mujeres. Pithoragarh tiene una tasa media de alfabetización del 92,48%, superior a la media estatal del 78,82%: la alfabetización masculina es del 94,81%, y la alfabetización femenina del 90,05%.

## Clima
| Parámetros climáticos promedio de Pithoragarh | Parámetros climáticos promedio de Pithoragarh | Parámetros climáticos promedio de Pithoragarh | Parámetros climáticos promedio de Pithoragarh | Parámetros climáticos promedio de Pithoragarh | Parámetros climáticos promedio de Pithoragarh | Parámetros climáticos promedio de Pithoragarh | Parámetros climáticos promedio de Pithoragarh | Parámetros climáticos promedio de Pithoragarh | Parámetros climáticos promedio de Pithoragarh | Parámetros climáticos promedio de Pithoragarh | Parámetros climáticos promedio de Pithoragarh | Parámetros climáticos promedio de Pithoragarh | Parámetros climáticos promedio de Pithoragarh |
| Mes                                           | Ene.                                          | Feb.                                          | Mar.                                          | Abr.                                          | May.                                          | Jun.                                          | Jul.                                          | Ago.                                          | Sep.                                          | Oct.                                          | Nov.                                          | Dic.                                          | Anual                                         |
| --------------------------------------------- | --------------------------------------------- | --------------------------------------------- | --------------------------------------------- | --------------------------------------------- | --------------------------------------------- | --------------------------------------------- | --------------------------------------------- | --------------------------------------------- | --------------------------------------------- | --------------------------------------------- | --------------------------------------------- | --------------------------------------------- | --------------------------------------------- |
| Temp. máx. media (°C)                         | 13.7                                          | 15.5                                          | 20.7                                          | 25.9                                          | 28.7                                          | 28.5                                          | 25.9                                          | 25.4                                          | 24.9                                          | 23.3                                          | 19.7                                          | 15.8                                          | 22.3                                          |
| Temp. media (°C)                              | 7.8                                           | 9.4                                           | 14.2                                          | 19.2                                          | 22.1                                          | 23.1                                          | 21.9                                          | 21.6                                          | 20.4                                          | 17.4                                          | 13.2                                          | 9.7                                           | 16.7                                          |
| Temp. mín. media (°C)                         | 1.9                                           | 3.4                                           | 7.7                                           | 12.6                                          | 15.7                                          | 17.7                                          | 17.9                                          | 17.8                                          | 16                                            | 11.5                                          | 6.8                                           | 3.5                                           | 11                                            |
| Precipitación total (mm)                      | 37.4                                          | 42.8                                          | 39.4                                          | 34.7                                          | 56.7                                          | 164.8                                         | 317.3                                         | 305.2                                         | 174.4                                         | 47.9                                          | 7.3                                           | 16.7                                          | 1244.5                                        |
| Días de precipitaciones (≥ )                  | 3.4                                           | 3.8                                           | 3.7                                           | 3.1                                           | 4.1                                           | 10.9                                          | 16.5                                          | 17.6                                          | 10.5                                          | 2.9                                           | 1.2                                           | 1.3                                           | 79.1                                          |
| Fuente: Weatherbase                           |                                               |                                               |                                               |                                               |                                               |                                               |                                               |                                               |                                               |                                               |                                               |                                               |                                               |